# Jack Wing Lee
Jack Wing Lee, né en 1929 à Tai Shan, en Chine, est un restaurateur et homme d'affaires québécois.
Il est l'un des chefs de file de la communauté chinoise du Québec, ayant plusieurs entreprises dans le Quartier chinois de Montréal. 
Il fut le président-fondateur du Centre uni de la communauté chinoise de Montréal et il fut partie prenante de la fondation  du Festival international annuel de courses de bateaux-dragons de Montréal.

## Honneurs
- 2007 : Chevalier de l'Ordre national du Québec